# Kralj Petar na kolima koja vuku volovi
Kralj Petar na kolima koja vuku volovi je umetnička fotografija na osnovu koje je nastala i istoimena slika, delo hrvatskog slikara Vladimira Becića dobrovoljca u Velikom ratu, koji je u srpskoj vojsci bio, dopisnik i ratni slikar Štaba komande Šumadijske divizije.

## Istorija slike
Pored konja u Velikom ratu od ogromne pomoći srpskoj vojsci i narodu bili su i volovi. Njih  je u septembru 1914. godine bilo više od 75 000. Ostaće zauvek zapisano u srpskoj istoriji da se u kolima sa četiri vola prevozio ostareli srpski kralj Petar Prvi Karađorđević prilikom povlačenja srpske vojske preko Albanije, zahvakjujući fotografiju na kojoj je predstavljen Kralj Petar I Karađorđević, u kolima koja vuku četiri vola, koju je uslikao je Vladimir Becić. Tada 29-godišnji ratni slikar i fotograf i jedan od pripadnika minhenske škole slikarstva, 6. novembra 1915. godine sliku je uslikao u Jankovoj klisuri, prilikom povlačenja srpske vojske prema Albaniji. 
Zahvaljujući ovom snimku, na osnovu koga će kasnije Becić uraditi i umetničku sliku, on će se obema slikama  upisati u istoriju ratne fotografije.
Objavljivanje fotografije
Fotografija je objavljena je na naslovnoj strani posebnog izdanja francuskog ilustrovanog časopisa „L’Illustration“ 1. januara 1916. Iste godine Becić će postati ratni dopisnik ovog lista, u kojem će i naredne dve godine objavljivati reportaže i forografije sa Solunskog fronta.

## Biografija autora slike
Vladimir Becić je rođen u Brodu na Savi  1. maja [[1886. Studirao je pravo u Zagrebu i paralelno je učio i slikarstvo u privatnoj slikarskoj školi Mencija Klementa Crnčića i Bele Čikoša u Zagrebu (1904.). Potom je studirao slikarstvo kod Heinriha Knira u Minhenu (1905.) od 1906. na Akademie der Bildenden Künste. U klasi Huga Habermanna istakao  se, uz Josipa Račića i Miroslava Kraljevića, kao savremenim načinom slikanja (Die kroatische Schule). 
Nakon Minhena u Parizu je upisao Académie de la grande Chaumière (1909.) i crtao za časopis Le Rire. Iz Pariza u predvečerje Prvog svetskog rata prelazi u Bitolj gde je dobio posao u gimnaziji. 
Kao, dobrovoljac dopisnik i ratni slikar Štaba komande Šumadijske divizije  Vladimir Becić je bio učesnik u Velikom ratu. Tada je slikao  i za  poznati list L'Illustration (1915 — 1918) na solunskom frontu. Iz ovog perioda Vladimirovog života ostaće zapamćena slika Kralj Petar I Karađorđević u kolima koja vuku četiri vola, nastala 6. novembra 1915. u Jankovoj klisuri, prilikom povlačenja srpske vojske i naroda prema Albaniji. 
Zahvaljujući tom snimku, Becić je kasnije uradiio sliku, i time se i upisao u istoriju ratne fotografije.

## Slika kao inspiracija drugih umetnika
Kao inspracija pesnika
Kada je francuskom pesniku Edmon Rostan, autoru čuvenog Sirana de Beržeraka, koji u tom trenutku ležo bolestan u svojoj kući u Kombu, donet na čitanje broj L’Illustration-a sa Becićevom slikom Kralja Petar na kolima koja vuku volovi, kao pisca i humanistu jako ga je impresionirala i dirnula do suza. Tada se u Edmondu Rostanu javila želja da napiše pesmu o bolesnom kralju, koji odbija da napusti svoj narod i zajedno sa svojim narodom prelazi surovi i nesigurni put — kroz Albansku gogotu. 

Pesnika je nastanak poeme posvećene kraljevom herojstvu ovako opisoa. 
| „ | Kad sam to video, učinilo mi se da je sam Homer, izgnan u srpske krajeve, spregnuo kralju ta četiri vola! | ” |

Tako je nastala poemu Edmona Rostana „Kralj Petrova četiri vola“, koja ima osamnaest strofa, a koju je na srpski jezik preveo Milutin Bojić.  Rostanova pesma je već na Solunskom frontu za srpske vojnike bila borbeno nadahnuće.
Kao inspiracija za film

Kada je video ovu sliku, prizanti filmsi režiser režiser Džon Ford, takođe slavnom Piteru Bogdanoviču, ovako je izneo svoje impresije o slici: 
| „ | Kada bi se pokrenuo kadar fotografije starog kralja Petra kako se na volovskim kolima provlači preko Kosova, pred nama bi bio film o velikoj drami srpskog naroda i njegovog kralja. | ” |